# IFK Trollhättan
Idrottsföreningen Kamraterna Trollhättan, afgekort IFK Trollhättan genoemd, is een Zweedse voetbalclub uit Trollhättan in de provincie Västra Götalands län. De club werd opgericht op 15 oktober 1920.
Vanaf de oprichting opereert IFK Trollhättan in de middelste divisies van het Zweedse voetbal. Tegenwoordig speelt de club in Division 1, het derde niveau in de Zweedse competitiestructuur. IFK Trollhättan speelde in de jaren 40 gedurende vier seizoenen in Division 2, wat op dat moment de tweede lijn was in het Zweedse voetbal.
De thuisbasis van de club is het Kamratgårdens IP in Trollhättan.